# Diritti LGBT a São Tomé e Príncipe
Le persone LGBT non sono perseguitate ai sensi della legge vigente a São Tomé e Príncipe ma non godono di alcuna tutela dalle discriminazioni e le coppie omosessuali non hanno alcuna tutela giuridica.

## Leggi sull'attività sessuale tra persone dello stesso sesso
Secondo il codice penale di São Tomé e Príncipe, entrato in vigore nel novembre 2012, l'attività sessuale tra persone dello stesso sesso è legale. L'età del consenso è di 16 anni indipendentemente dall'orientamento sessuale.

## Riconoscimento delle relazioni tra persone dello stesso sesso
São Tomé e Príncipe non riconosce i matrimoni egualitario, le unioni civili o altre forme di tutela per le coppie omosessuali.

## Protezioni contro la discriminazione
Non esiste alcuna protezione legale contro la discriminazione basata sull'orientamento sessuale o sull'identità di genere.

## Obblighi internazionali
São Tomé e Príncipe ha firmato il Patto internazionale relativo ai diritti civili e politici il 31 ottobre 1995.

## Opinione pubblica
Un sondaggio del 2016 ha rilevato che al 46% dei cittadini non importerebbe di avere un vicino di casa LGBT.

## Tabella riassuntiva
| Attività e relazioni sessuali legali                                | (dal 2012) |
| Parità dell'età di consenso                                         | (dal 2012) |
| Leggi anti-discriminazione sul lavoro                               | No         |
| Leggi anti-discriminazione nella fornitura di beni e servizi        | No         |
| Leggi anti-discriminazione in tutti gli altri settori               | No         |
| Matrimonio egualitario                                              | No         |
| Unione civile                                                       | No         |
| Adozione                                                            | No         |
| Autorizzazione a prestare servizio nelle forze armate               |            |
| Diritto di cambiare legalmente sesso                                |            |
| Surrogazione di maternità                                           | No         |
| Permesso alle donne lesbiche di accedere alla fecondazione in vitro | No         |
| Permessa la donazione di sangue per le persone omosessuali          | No         |